# Heinrich II. (Schweidnitz)
Heinrich II. von Schweidnitz (* nach 1312; † 1343) war Herzog von Schweidnitz-Jauer sowie Vater der böhmischen und der römisch-deutschen Königin und Kaiserin des Heiligen Römischen Reichs Anna von Schweidnitz.

## Leben
Heinrich entstammte dem Geschlecht der schlesischen Piasten. 
Seine Eltern waren Bernhard II. († 1326), Herzog von Schweidnitz-Jauer, und Kunigunde, Tochter des polnischen Königs Władysław I. Ellenlang. 
Heinrichs Geschwister waren:
- Bolko II. († 1368)
- Konstanze († 1363), ⚭ Primislaus/Premko II. von Glogau († 1331)
- Elisabeth, ⚭ Bolko II. von Oppeln

Nach dem Tode seines Vaters 1326 stand Heinrich zunächst unter Vormundschaft seiner Onkel Heinrich I. und Bolko II. von Münsterberg. Nach Erlangung der Volljährigkeit regierte Heinrich das Herzogtum Schweidnitz-Jauer gemeinsam mit seinem älteren Bruder Bolko II. von Schweidnitz.
1338 vermählte er sich mit Katharina von Ungarn († 1355). Diese war die Tochter des ungarischen Königs Karl I. (1288–1342; Haus Anjou) aus dessen erster Ehe mit Maria von Beuthen († 1317) (Herzogtum Oppeln-Beuthen). 
Der Ehe entstammte die einzige Tochter Anna.
Nach Heinrichs frühem Tod erbte dessen Besitzungen sein Bruder Bolko, der zugleich Vormund von Heinrichs Tochter Anna wurde. Da Bolko kinderlos war, übertrug er das Herzogtum Schweidnitz-Jauer testamentarisch seiner Nichte Anna von Schweidnitz bzw. deren Nachkommen. Da Anna, die mit Kaiser Karl IV. verheiratet war, 1362 starb, gelangte das Herzogtum Schweidnitz-Jauer nach Bolkos Tod 1368 erbrechtlich an Annas Sohn Wenzel und damit an Böhmen.